# 니클라우스 비르트
니클라우스 에밀 비르트(독일어: Niklaus Emil Wirth, 1934년 2월 15일~2024년 1월 1일)는 파스칼을 포함해 다양한 프로그래밍 언어를 설계했으며 소프트웨어 공학의 고전적 주제들을 선도해온 스위스의 컴퓨터 과학자이다. 1984년 그는 일련의 혁신적인 컴퓨터 언어들을 개발한 공로로 튜링상을 받았다.

## 생애
비르트는 1934년 스위스 빈터투어에서 태어났다. 1959년 취리히 연방 공과대학교(ETH 취리히)에서 전기공학 학사 학위를 받았다. 1960년 캐나다의 라발 대학교에서 석사 학위를 받았다. 1963년 캘리포니아 대학교 버클리에서 EECS(전기공학 및 컴퓨터 과학) 분야에서 박사 학위를 받았다.
1963년부터 1967년까지 그는 스탠퍼드 대학교의 컴퓨터 과학 조교수로 일했고, 취리히 대학교에서도 마찬가지로 일했다. 그 뒤 1968년에 그는 취리히 연방 공과대학교에서 정보학 교수가 되었다. 1999년 은퇴하였다.

## 같이 보기
- EBNF